# Paradoxe de Gibbs
Le paradoxe de Gibbs est un pseudo-paradoxe apparaissant lorsqu'on cherche à concilier la thermodynamique et la physique statistique. Il intervient lors du calcul de l'entropie de mélange de deux gaz parfaits. Il a été nommé d'après le physicien Willard Gibbs qui l'a découvert en 1861 dans l'application du théorème qui porte son nom. On retrouve la mention de ce paradoxe au chapitre 16 de son ouvrage paru en 1902.

## Introduction
Supposons une boîte divisée par une paroi mobile en deux compartiments de même volume {\displaystyle V}. Dans un compartiment se trouve le gaz parfait A et dans l'autre le gaz parfait B. Les deux gaz sont à la même température {\displaystyle T} et à la même pression {\displaystyle P}. La loi des gaz parfaits {\displaystyle PV=Nk_{\rm {B}}T} ({\displaystyle k_{\rm {B}}} est la constante de Boltzmann) induit que les deux gaz ont le même nombre de particules {\displaystyle N}, ou encore la même densité {\displaystyle N/V}.
On s'intéresse ici à l'évolution de l'entropie {\displaystyle S} lorsqu'on retire la paroi mobile et que les deux gaz se mélangent. Selon que les gaz sont identiques ou non, on s'attend à obtenir deux résultats différents :
- si les gaz A et B sont différents, le processus est irréversible, et d'après le deuxième principe de la thermodynamique, l'entropie doit augmenter ; en effet, lorsque l'on referme la paroi chacun des deux compartiments contient un mélange des deux gaz A et B : le désordre a augmenté ;
- si les gaz A et B sont identiques, le processus est réversible, et l'entropie doit rester constante ; en effet, lorsque l'on referme la paroi, les deux compartiments contiennent exactement la même quantité de gaz qu'initialement : les situations avant ouverture de la paroi et après fermeture de la paroi sont identiques.

Nota bene : Bien que nous ayons considéré un cas très simple ici, ces résultats restent les mêmes pour plus de deux gaz et pour des volumes de compartiments (ou quantités de matière) non identiques.

## Calcul de l'entropie d'un gaz parfait de particules discernables

### Entropie d'un compartiment de gaz parfait
Calculons l'entropie d'un gaz parfait en supposant que les particules de ce gaz sont discernables. Pour ce faire, calculons sa fonction de partition {\displaystyle Z} puis son énergie libre, ou énergie de Helmholtz, {\displaystyle F} pour enfin en extraire son entropie {\displaystyle S}.
Les particules d'un gaz parfait n'interagissant pas ensemble par définition, la fonction de partition de ce type de gaz s'écrit à priori {\displaystyle Z=z^{N}}, où {\displaystyle z} est la fonction de partition d'une seule particule du gaz. En utilisant une approche semi-classique, cette dernière fonction de partition s'écrit :
{\displaystyle z=\iiint \iiint \,\exp \left(-{\frac {\beta }{2m}}{\vec {p}}^{2}\right)\,{\frac {\mathrm {d} ^{3}{\vec {r}}\,\mathrm {d} ^{3}{\vec {p}}}{h^{3}}}}
En utilisant le fait que le volume accessible aux particules est {\displaystyle V=\iiint \,\mathrm {d} ^{3}{\vec {r}}} :
{\displaystyle z={\frac {V}{h^{3}}}\iiint \,\exp \left(-{\frac {\beta }{2m}}(p_{x}^{2}+p_{y}^{2}+p_{z}^{2})\right)\,\mathrm {d} p_{x}\mathrm {d} p_{y}\mathrm {d} p_{z}={\frac {V}{h^{3}}}\,\left[\int \,\exp \left(-{\frac {\beta }{2m}}p^{2}\right)\,\mathrm {d} p\right]^{3}}
{\displaystyle z=V\,{\frac {(2\pi mk_{\rm {B}}T)^{3/2}}{h^{3}}}}
avec :
- {\displaystyle h} la constante de Planck,
- {\displaystyle \beta =1/(k_{\rm {B}}T)},
- {\displaystyle k_{\rm {B}}} la constante de Boltzmann,
- {\displaystyle m} la masse d'une particule du gaz parfait étudié,
- {\displaystyle {\vec {r}}} la position de ces particules dans l'espace,
- {\displaystyle {\vec {p}}} la quantité de mouvement d'une particule, de coordonnées cartésiennes spatiales {\displaystyle p_{x},p_{y},p_{z}},
- {\displaystyle \pi } le nombre Pi.

On a ainsi la fonction de partition du gaz complet :
{\displaystyle Z=\left[V\,{\frac {(2\pi mk_{\rm {B}}T)^{3/2}}{h^{3}}}\right]^{N}}
En physique statistique, par définition, l'énergie libre {\displaystyle F} du gaz s'écrit :
{\displaystyle F=U-TS=-k_{\rm {B}}T\ln Z=-Nk_{\rm {B}}T\ln \!\left(V\,{\frac {(2\pi mk_{\rm {B}}T)^{3/2}}{h^{3}}}\right)}
avec :
- {\displaystyle U} l'énergie interne du gaz,
- {\displaystyle S} l'entropie du gaz.

En utilisant le fait que :
{\displaystyle \mathrm {d} F=\mathrm {d} U-T\,\mathrm {d} S-S\,\mathrm {d} T=\left(T\,\mathrm {d} S-P\,\mathrm {d} V+\mu \,\mathrm {d} N\right)-T\,\mathrm {d} S-S\,\mathrm {d} T=-S\,\mathrm {d} T-P\,\mathrm {d} V+\mu \,\mathrm {d} N}
avec {\displaystyle \mu } le potentiel chimique du gaz, on a immédiatement :
{\displaystyle S=-\left({\frac {\partial F}{\partial T}}\right)_{V,N}=Nk_{\rm {B}}\left[{\frac {3}{2}}+\ln \!\left(V\,{\frac {(2\pi mk_{\rm {B}}T)^{3/2}}{h^{3}}}\right)\right]}

### Entropie de mélange de deux gaz parfaits différents
Revenons au système défini dans l'introduction. Tant que la paroi mobile est en place, l'entropie du système complet est la somme des entropies des deux compartiments :
{\displaystyle S_{i}^{tot}=S_{A}(T,V,N)+S_{B}(T,V,N)=Nk_{\rm {B}}\left[{\frac {3}{2}}+\ln \!\left(V\,{\frac {(2\pi m_{A}k_{\rm {B}}T)^{3/2}}{h^{3}}}\right)\right]+Nk_{\rm {B}}\left[{\frac {3}{2}}+\ln \,\left(V\,{\frac {(2\pi m_{B}k_{\rm {B}}T)^{3/2}}{h^{3}}}\right)\right]}
car l'entropie est une quantité extensive. En retirant la paroi mobile, chaque gaz va occuper la boîte complète, soit un volume de {\displaystyle 2V}, et on obtient :
{\displaystyle S_{f}^{tot}=S_{A}(T,2V,N)+S_{B}(T,2V,N)=Nk_{\rm {B}}\left[{\frac {3}{2}}+\ln \!\left(2V\,{\frac {(2\pi m_{A}k_{\rm {B}}T)^{3/2}}{h^{3}}}\right)\right]+Nk_{\rm {B}}\left[{\frac {3}{2}}+\ln \!\left(2V\,{\frac {(2\pi m_{B}k_{\rm {B}}T)^{3/2}}{h^{3}}}\right)\right]}
{\displaystyle =Nk_{\rm {B}}\left[{\frac {3}{2}}+\ln \!\left(V\,{\frac {(2\pi m_{A}k_{\rm {B}}T)^{3/2}}{h^{3}}}\right)+\ln 2\right]+Nk_{\rm {B}}\left[{\frac {3}{2}}+\ln \!\left(V\,{\frac {(2\pi m_{B}k_{\rm {B}}T)^{3/2}}{h^{3}}}\right)+\ln 2\right]}
{\displaystyle =S_{A}(T,V,N)+S_{B}(T,V,N)+2Nk_{\rm {B}}\ln 2}
La variation d'entropie à la fin de ce processus vaut :
{\displaystyle \Delta S=S_{f}^{tot}-S_{i}^{tot}=2Nk_{\rm {B}}\ln 2=k_{\rm {B}}\ln 2^{2N}>0}
La variation d'entropie est positive, le processus est donc clairement irréversible.

### Entropie de mélange de deux gaz parfaits identiques
Si les deux gaz parfaits A et B sont identiques, on a {\displaystyle m_{A}=m_{B}} dans l'expression précédente de l'entropie, ce qui ne change pas le résultat selon lequel {\displaystyle \Delta S=k_{\rm {B}}\ln 2^{2N}>0}. On arrive ici à une contradiction flagrante avec le fait que ce mélange de gaz identiques devrait être parfaitement réversible et qu'on devrait donc avoir {\displaystyle \Delta S=0} d'après le deuxième principe de la thermodynamique.

## Résolution du paradoxe

### Principe d'indiscernabilité et extensivité de l'entropie
L'expression obtenue pour l'entropie d'un gaz parfait de particules discernables n'est pas extensive. On a en effet :
{\displaystyle S(T,2V,2N)=2Nk_{\rm {B}}\left[{\frac {3}{2}}+\ln \!\left(2V\,{\frac {(2\pi mk_{\rm {B}}T)^{3/2}}{h^{3}}}\right)\right]\neq 2\,S(T,V,N)}
Le problème se trouve dans le mauvais décompte du nombre d'états microscopiques {\displaystyle \Omega } d'un gaz. Considérant l'ensemble microcanonique, il faut apporter une correction à {\displaystyle \Omega } qui nous vient de la mécanique quantique, plus précisément du principe d'indiscernabilité des particules d'un gaz. Lorsqu'on permute 2 particules d'un état microscopique, on obtient le même état microscopique car les particules sont indiscernables. Il faut donc diviser {\displaystyle \Omega } par {\displaystyle N!} (factorielle de {\displaystyle N}, le nombre total de permutations possibles entre {\displaystyle N} particules) pour correctement compter le nombre d'états microscopiques, ce qui donne :
{\displaystyle \Omega \rightarrow \Omega '={\frac {\Omega }{N!}}}
ou de manière complètement équivalente :
{\displaystyle Z={\frac {1}{N!}}\,z^{N}={\frac {1}{N!}}\left[V\,{\frac {(2\pi mk_{\rm {B}}T)^{3/2}}{h^{3}}}\right]^{N}}
pour la fonction de partition du gaz parfait. L'expression de l'énergie libre devient :
{\displaystyle F=-k_{\rm {B}}T\ln Z=-Nk_{\rm {B}}T\ln z+k_{\rm {B}}T\ln N!}
En utilisant la formule de Stirling :
{\displaystyle \ln N!\approx N\ln N-N}
lorsque {\displaystyle N\gg 1}, on trouve :
{\displaystyle F(T,V,N)\approx -Nk_{\rm {B}}T\ln \!\left(V\,{\frac {(2\pi mk_{\rm {B}}T)^{3/2}}{h^{3}}}\right)+Nk_{\rm {B}}T\ln N-Nk_{\rm {B}}T=-Nk_{\rm {B}}T\ln \!\left({\frac {V}{N}}\,{\frac {(2\pi mk_{\rm {B}}T)^{3/2}}{h^{3}}}\right)-Nk_{\rm {B}}T}
et l'entropie :
{\displaystyle S(T,V,N)\approx Nk_{\rm {B}}\left[{\frac {5}{2}}+\ln \!\left({\frac {V}{N}}\,{\frac {(2\pi mk_{\rm {B}}T)^{3/2}}{h^{3}}}\right)\right]}
L'apparition de la densité {\displaystyle N/V}, qui remplace désormais le volume {\displaystyle V} dans le logarithme népérien de l'entropie du gaz parfait de particules discernables, redonne son extensivité à l'entropie :
{\displaystyle S(T,2V,2N)=2Nk_{\rm {B}}\left[{\frac {5}{2}}+\ln \!\left({\frac {2V}{2N}}\,{\frac {(2\pi mk_{\rm {B}}T)^{3/2}}{h^{3}}}\right)\right]=2Nk_{\rm {B}}\left[{\frac {5}{2}}+\ln \!\left({\frac {V}{N}}\,{\frac {(2\pi mk_{\rm {B}}T)^{3/2}}{h^{3}}}\right)\right]=2\,S(T,V,N)}
Cette forme correcte pour l'entropie, qui tient compte de l'indiscernabilité des particules dans un gaz parfait, s'appelle l'entropie de Sackur-Tetrode.

### Conséquence
On obtient de nouveau le fait que le mélange de gaz parfaits différents est bien irréversible.
Dans le cas du mélange de gaz parfaits identiques, on se retrouve, une fois la paroi mobile retirée, avec {\displaystyle 2N} particules du même gaz occupant un volume {\displaystyle 2V}. Alors que l'entropie initiale du système complet (avant retrait de la paroi) vaut :
{\displaystyle S_{i}^{tot}=S(T,V,N)+S(T,V,N)=2S(T,V,N)}
l'entropie finale du système complet (après retrait de la paroi) donne :
{\displaystyle S_{f}^{tot}=S(T,2V,2N)=2S(T,V,N)=S_{i}^{tot}}
D'où :
{\displaystyle \Delta S=0}
On trouve bien que le mélange de deux gaz parfaits identiques est un processus parfaitement réversible.
Nota bene : En physique classique, on pourrait imaginer un changement graduel de la différence entre deux sortes de molécules de gaz jusqu'à ce qu'elles deviennent identiques (en prenant par exemple {\displaystyle m_{A}\to m_{B}} dans les exemples précédents avec l'entropie de Sackur-Tetrode). Il est alors difficile de comprendre pourquoi l'entropie de mélange passerait de façon discontinue d'une valeur finie (gaz différents) à une valeur nulle (gaz identiques). Ici, la physique quantique permet de résoudre ce problème parce qu'il est impossible de changer un atome en un autre de façon continue dans le cadre quantique. La différence entre particules identiques et particules différentes est ainsi sans ambigüité.